# Pauluma punctata
Pauluma punctata är en fjärilsart som beskrevs av Paul Dognin 1924. Pauluma punctata ingår i släktet Pauluma och familjen tandspinnare. Inga underarter finns listade i Catalogue of Life.